# Astacilla spinicutis
Astacilla spinicutis är en kräftdjursart som beskrevs av Kensley, Schotte och Gary C.B. Poore 2007. Astacilla spinicutis ingår i släktet Astacilla och familjen Arcturidae.
Artens utbredningsområde är Persiska viken. Inga underarter finns listade i Catalogue of Life.